# Júlio Antíoco
Júlio Antíoco (em latim: Iulius Antiochus) foi um oficial romano do século IV, ativo durante o reinado do imperador Constantino (r. 306–337). Segundo as leis XV 14.3 (de 6 de janeiro de 313), I 2.1 (de 30 de dezembro de 314) e II 10.1+2 (de 1 de novembro de 319) do Código de Teodósio, serviu neste período como prefeito dos vigias.